# Hertha Martin
Hertha Martin (eigentlich Herta Dolezal; * 17. März 1930 in Baden, Niederösterreich; † April 2004) war eine österreichische Film- und Theaterschauspielerin.

## Wirken
Hertha Martin, als Tochter des Ehepaars Franz und Emma Dolezal geboren, erhielt privaten Schauspielunterricht bei Maria Eis. Ihre Bühnenkarriere begann sie an Wiener Bühnen, u. a. am Burgtheater und am Theater in der Josefstadt. Ab der Spielzeit 1954/55 trat sie an den Hamburger Kammerspielen auf. 1955 (nach anderer Quelle: 1956) gastierte sie an der Komödie Basel (in Molières Schule der Frauen) und 1961 am Theater am Kurfürstendamm. Martin spielte auch in Stuttgart und war von 1969 bis 1985 festes Ensemblemitglied der Vereinigten Städtischen Bühnen Krefeld-Mönchengladbach.
Martin spielte in der Nachkriegszeit in einer Reihe von Fernsehfilmen mit; dabei arbeitete sie mit Regisseuren wie Franz Antel, Michael Kehlmann, Gerhard Klingenberg, Hans H. König, Georg Marischka, Wilhelm Semmelroth, Rudolf Steinboeck (Abenteuer im Schloss, 1952) und Eugen York (Ein Herz kehrt heim, 1956) zusammen. Ihren ersten Filmauftritt hatte sie (noch als Herta Dolezal) in der Musikkomödie Kleine Melodie aus Wien (1948) unter der Regie von E. W. Emo, an der Seite von Paul Hörbiger, Maria Andergast und Annie Rosar.
Am Wiener Theater war sie in Christian Dorns Inszenierung von George Bernard Shaws Die heilige Johanna zu sehen, in dem Klaus Kinski seine letzte Theaterrolle spielte. Des Weiteren spielte sie häufig in TV-Produktionen von Michael Kehlmann (mit dem sie verheiratet war), u. a. meist Literaturverfilmungen wie dessen Horvath-Adaptionen von Stücken wie Kasimir und Karoline (1958), Geschichten aus dem Wienerwald (1964) oder Italienische Nacht (1967). In Kehlmanns Radetzkymarsch (nach dem gleichnamigen Roman von Joseph Roth) spielte sie an der Seite von Leopold Rudolf und Helmut Lohner. 1963 hatte sie die Hauptrolle in der Pirandello-Verfilmung Die Nackten kleiden (Regie Hans-Reinhard Müller), an der Seite von Paul Bösiger und Herbert Fleischmann. Außerdem war sie Sprecherin bei Hörspiel-Produktionen und hatte Rollen in Filmen von Wolfgang Glück, Walter Rilla, Fritz Umgelter und Kurt Wilhelm. Zuletzt spielte sie in Kehlmanns Joseph-Roth-Adaption Tarabas (1981) und an der Seite von Martin Reinke  in Joachim Fontheims Verfilmung von Horvaths Drama Der jüngste Tag.
Die Schauspielerin Maria Happel berichtet in ihrem Hörspiel Das Schnitzel ist umbesetzt – Was bisher geschah (2012) von ihrer Freundin Hertha Martin, der ersten Gattin von Michael Kehlmann, und ihrem Sterben in der Schweiz, was auch Kehlmanns Sohn Daniel in seinem Buch „Ruhm“ (2009) thematisiert hat.

## Filmografie
- 1948: Kleine Melodie aus Wien
- 1950: Auf der Alm da gibt’s koa Sünd
- 1952: Abenteuer im Schloss (Regie: Rudolf Steinboeck)
- 1953: Einmal keine Sorgen haben (Regie: Georg Marischka)
- 1955: Falsch verbunden (Regie: Michael Kehlmann)
- 1956: Ein Herz kehrt heim (Regie: Eugen York)
- 1957: Ein Ausgangstag (Regie: Wilhelm Semmelroth)
- 1957: Und so was will erwachsen sein (Die Winzerin von Langenlois, Regie: Hans H. König)
- 1957: Der versteinerte Wald (Regie: Michael Kehlmann)
- 1959: Kasimir und Karoline (nach Ödön von Horvath, Regie: Michael Kehlmann)
- 1961: Der jüngste Tag (nach Ödön von Horvath, Regie: Michael Kehlmann)
- 1961: Jack Mortimer
- 1962: Einen Jux will er sich machen (nach Johann Nestroy, Regie: Michael Kehlmann)
- 1963: Süden (Regie: Gerhard Klingenberg)
- 1963: Die Besessenen (nach Albert Camus, Regie: Michael Kehlmann)
- 1963: Der Bockerer (nach Ulrich Becher, Regie: Michael Kehlmann)
- 1963: Reporter (Regie: Michael Kehlmann)
- 1963: Die Nackten kleiden (nach Luigi Pirandello, Regie: Hans-Reinhard Müller)
- 1964: Der Talisman (nach Nestroy, Regie: Michael Kehlmann)
- 1964: Die Verbrecher (nach Ferdinand Bruckner, Regie: Michael Kehlmann)
- 1964: Bei Tag und Nacht (Regie: Fritz Umgelter)
- 1964: Geschichten aus dem Wienerwald (nach Horvath, Regie: Michael Kehlmann)
- 1965: Radetzkymarsch (nach Joseph Roth, Regie: Michael Kehlmann)
- 1965: Don Juan oder Die Liebe zur Geometrie (nach Max Frisch, Regie: Michael Kehlmann)
- 1966: Die Gefährtin (nach Arthur Schnitzler, Regie: Peter Steinbach, ARD/WDR-Produktion)
- 1966: Italienische Nacht (nach Horvath, Regie: Michael Kehlmann)
- 1967: Bericht eines Feiglings (Regie: Michael Kehlmann)
- 1967: Umsonst (nach Nestroy, Regie: Michael Kehlmann)
- 1967: Der Heldenmantel (Regie: Walter Rilla)
- 1967: Kurzer Prozeß
- 1968: Bombenwalzer (Regie: Kurt Wilhelm)
- 1968: Das Spiel von Liebe und Zufall (Regie: Hans-Reinhard Müller)
- 1989: Zimmer 13 (Fernsehserie)
- 1968: Das Veilchen (Regie: Wolfgang Glück)
- 1968: Die Unbekannte aus der Seine (nach Horvath, Regie: Michael Kehlmann)
- 1968: Schloß in den Wolken (Regie: Michael Kehlmann)
- 1969: Pater Brown (Fernsehserie, Folge: Wer war der Täter?)
- 1969: Ein Dorf ohne Männer (nach Horvath, Regie: Michael Kehlmann)
- 1969: Das Vermächtnis (Regie: Walter Rilla)
- 1970: Mit sich allein (Regie: Michael Kehlmann)
- 1975: Die weiße Stadt (nach Milo Dor, Regie: Michael Kehlmann)
- 1981: Tarabas (nach Joseph Roth, Regie: Michael Kehlmann)
- 1985: Der jüngste Tag (nach Horvath, Regie: Joachim Fontheim)

## Hörspiele (Auswahl)
- 1955: Karl Richard Tschon: Herr Kugler konnte nicht Schicksal spielen – Regie: Walter Jokisch
- 1956: Johann Nestroy: Das Mädl aus der Vorstadt oder: Ehrlich währt am längsten – Bearbeitung und Regie: Ludwig Standl
- 1957: Kurt Reiss: Die Jagd nach dem Täter (Folge: Mord am Matterhorn) Kriminalhörspiel nach einer wahren Begebenheit in der Schweiz – Regie: Kurt Reiss
- 1957: Ferdinand Raimund: Alpenkönig und Menschenfeind – Regie: Ulrich Lauterbach
- 1958: Hans José Rehfisch: Balthasar – Regie: Fränze Roloff
- 1959: Georges de Porto-Riche: Amoureuse – Regie: Theodor Steiner
- 1960: Josef Martin Bauer: Der Mantel der Liebe – Regie: Gustav Burmester
- 1989: Ulf Nilsson: Der stärkste Mann von Blekinge (1. Teil: Das bemerkenswerte Kind) – Bearbeitung und Regie: Charlotte Niemann